# Idiolecte
Un idiolecte est, en linguistique, l'ensemble des usages du langage propre à un individu donné. Parmi ces usages, ceux qui concernent l'expression écrite constituent le style. L'idiolecte peut se manifester par des choix particuliers dans le vocabulaire et la grammaire, par des phrases et des tours particuliers ou particulièrement récurrents, ainsi que par une intonation et une prononciation particulières. Chacune de ces caractéristiques est appelée idiotisme. Un idiolecte s'inscrit naturellement dans le cadre plus vaste d'un sociolecte, d'un dialecte ou d'une langue.
La sociolinguiste Claudine Bavoux définit l'idiolecte par opposition au sociolecte, qui est l'utilisation particulière d'une langue par un groupe social donné.